# Simme
La Simme è un fiume dell'Oberland Bernese nel Canton Berna in Svizzera.

## Geografia
Il ramo principale (la Grande Simme) nasce dal massiccio del Wildstrubel, dove scorre in gran parte in caverne sotterranee per poi affiorare da una spaccatura nella roccia per creare le spettacolari sorgenti chiamate Siebenbrunnen (Sette Fontane) in località Rezliberg, dopo aver ricevuto le acque del Trüebbach, piccolo fiume alimentato dal Ghiacciaio della Plaine Morte, un ghiacciaio sito sul crinale tra la Simmental e la Valle del Rodano. Nel paese di Zweisimmen i due rami del fiume, la Piccola Simme e la Grande Simme, si uniscono a formare un unico corso d'acqua che prende il nome di Simme. Percorre la Simmental e si getta nel Kander all'altezza di Wimmis.